# Repulsione
Repulsione (Repulsion) è un film del 1965 diretto da Roman Polański, con Catherine Deneuve.

## Trama
Carol Ledoux è un'attraente e timida belga che vive a Londra con la sorella Helen, lavorando da un'estetista. Carol è dissociata dalle altre persone, soprattutto gli uomini, a causa della sua androfobia; un giovane di nome Colin, interessato a lei, cerca ripetutamente di corteggiarla senza successo. Carol è turbata dalla relazione di Helen con Michael, un uomo sposato, tanto da non sopportare la vista dei suoi oggetti personali lasciati in giro per l'appartamento, e di notte fatica a dormire a causa dei rumori emessi dagli amoreggiamenti della coppia.
Carol comincia a soffrire di tic e a cadere ripetutamente in stato di trance. In un'occasione si mette a fissare una crepa nel marciapiede mentre torna a casa e Colin l'accompagna, provando a baciarla; la donna fugge dalle sue avances e corre in casa a lavarsi i denti. La notte, Helen rimprovera la sorella per aver buttato via lo spazzolino e il rasoio di Michael. Il comportamento sempre più alienato di Carol porta la sua datrice di lavoro a concederle dei giorni di riposo.
La donna viene lasciata da sola quando Helen e Michael partono per una vacanza in Italia e diventa vittima di comportamenti sempre più disturbati: dimentica un coniglio fuori dal frigorifero, portandolo a marcire, si sente male nel ritrovare abiti di Michael per l'appartamento, ha delle allucinazioni visive e uditive. Perdendo il contatto con la realtà, Carol si addormenta e al risveglio scopre di aver perso tre giorni di lavoro. Una mattina allaga il bagno dopo aver dimenticato i rubinetti aperti e vede il muro spaccarsi; successivamente, allucina un uomo che irrompe nella sua stanza e la violenta.
Carol torna al lavoro e si accorge di avere nella borsa la testa del coniglio crudo. Durante una manicure ferisce il dito della sua cliente e viene mandata a casa in anticipo. Colin irrompe nel suo appartamento in quanto preoccupato per lei e le dichiara il suo amore, venendo subito dopo ucciso dalla donna che lo colpisce con un candelabro. Carol ripulisce il sangue e mette il cadavere nella vasca da bagno pieno d'acqua, successivamente ha nuovamente un'allucinazione in cui viene stuprata. Il giorno dopo si sveglia nuda sul pavimento e, dopo una chiamata furibonda della moglie di Michael, taglia il filo del telefono con il rasoio di Michael.
Il padrone di casa passa a riscuotere l'affitto di Carol ed Helen e resta scioccato nel vedere lo stato malmesso della casa e di Carol. Comincia ad approcciarla accorgendosi del suo stato confusionale, fino a cercare di violentarla, ma lei lo respinge e lo pugnala a morte con il rasoio di Michael, cadendo sempre di più nel delirio.
Quando tornano a casa, Helen e Michael scoprono i cadaveri e la casa messa a soqquadro. Helen trova Carol sotto il letto, in camicia da notte e in stato catatonico, e, mentre i vicini di casa restano immobili a commentare, Michael si adopera per portarla fuori dall'appartamento. Nel finale viene mostrata una fotografia di famiglia che mostra Carol da giovane guardare con aria assente un suo familiare più anziano.

## Produzione
Primo lungometraggio in lingua inglese del regista, è la sua opera più spaventosa e angosciante, non solo per l'evocazione della sessuofobia ma anche per l'accorto e stimolante uso dei suoni. Si tratta anche di uno dei suoi film in bianco e nero più espressionisti: l'uso del grandangolo, della profondità di campo e di altre tecniche crea un flusso emotivo in cui la realtà quotidiana trasfigura in sogno e immaginazione. Così l'appartamento in cui si svolge la maggior parte dell'azione diviene gradualmente simbolo di una coscienza tormentata.
Nella sua autobiografia, Roman Polanski ha ammesso che lui e lo sceneggiatore Gérard Brach hanno ideato il film col solo scopo di fare più soldi possibili al fine di poter finanziare la realizzazione di Cul-de-sac (1966), che riteneva un progetto più personale e che aveva più a cuore. Il regista ha ammesso inoltre di non apprezzare particolarmente il film. Il commento al film presente nel DVD è in maggior parte composto da riferimenti su come Polanski avrebbe preferito dirigere diversamente le singole scene e quanto ne sia poco soddisfatto definendolo in più occasioni "artsy fartsy", termine inglese volgare e denigratorio per definire un'opera con velleità artistiche fallite, presuntuosa e pretenziosa.
La storia di Repulsion venne ideata da Polanski e Brach mentre si trovavano a Parigi. Polanski in quel periodo si trasferì definitivamente dalla nativa Polonia nel Regno Unito decidendo così di girare e ambientare il film a Londra. Polanski ha raccontato che l'idea per il film gli è venuta da una donna, conoscenza comune con Brach, il quale solo in un secondo momento venne a scoprire sofferente di schizofrenia.
Dopo aver tentato senza successo di presentare la sceneggiatura a varie case di produzione tra cui la Paramount Pictures e la British Lion Films, Polanski e il produttore Gene Gutowski ricevettero l'approvazione e i finanziamenti necessari dalla Compton Pictures, una piccola casa di distribuzione principalmente specializzata in film di pornografia softcore.

### Riprese
Gli esterni vennero girati a South Kensington a Londra, mentre gli interni della casa di Carol e Helen venne costruiti dentro in un piccolo lotto dentro i Twickenham Studios ma al fine di dare maggior realismo alla pellicola, il direttore artistico del film, Seamus Flannery, e l'addetto alla fotografia Gilbert Taylor, fotografarono gli interni di numerosi appartamenti abitati da donne nelle aree più squallide e malfamate di South Kensington.
Le riprese si dimostrarono un'esperienza sfidante e tormentata per Polanski data la sua poca conoscenza della città di Londra e per il fatto che sia lui che la protagonista Deneuve avevano pochissima dimestichezza con la lingua inglese. Le riprese accrebbero la tensione tra Polanski e parte del cast, tra cui Yvonne Furneaux, che Polanski trattò spesso molto duramente. Inoltre Polanski si dimostrò estremamente esigente e meticoloso nelle riprese: Michael Klinger ricorda un giorno di aver assistito a Polanski ripetere per ventisette volte una scena che prevedeva la semplice inquadratura della mano di Deneuve. In parte a causa delle tendenze perfezioniste del regista, la realizzazione del film sforò il budget arrivando a costare complessivamente 95.000 sterline rispetto al budget offerto dalla produzione di £65.000.

## Riconoscimenti
Presentato in concorso al Festival di Berlino, ha vinto il gran premio della giuria e il Premio FIPRESCI.

## Collegamenti con altre pellicole
Quando appaiono ormai evidenti allo spettatore i segni di squilibrio mentale della donna, in un dialogo tra Carole e una sua collega si fa riferimento al film La febbre dell'oro: la collega, infatti, le consiglia di andare a vedere questo film (senza citare il titolo), dicendole che si era divertita molto a vedere Charlot, che era tanto affamato da mangiarsi una scarpa o che veniva scambiato per una gallina da un omone.